# Président du conseil législatif de Hong Kong

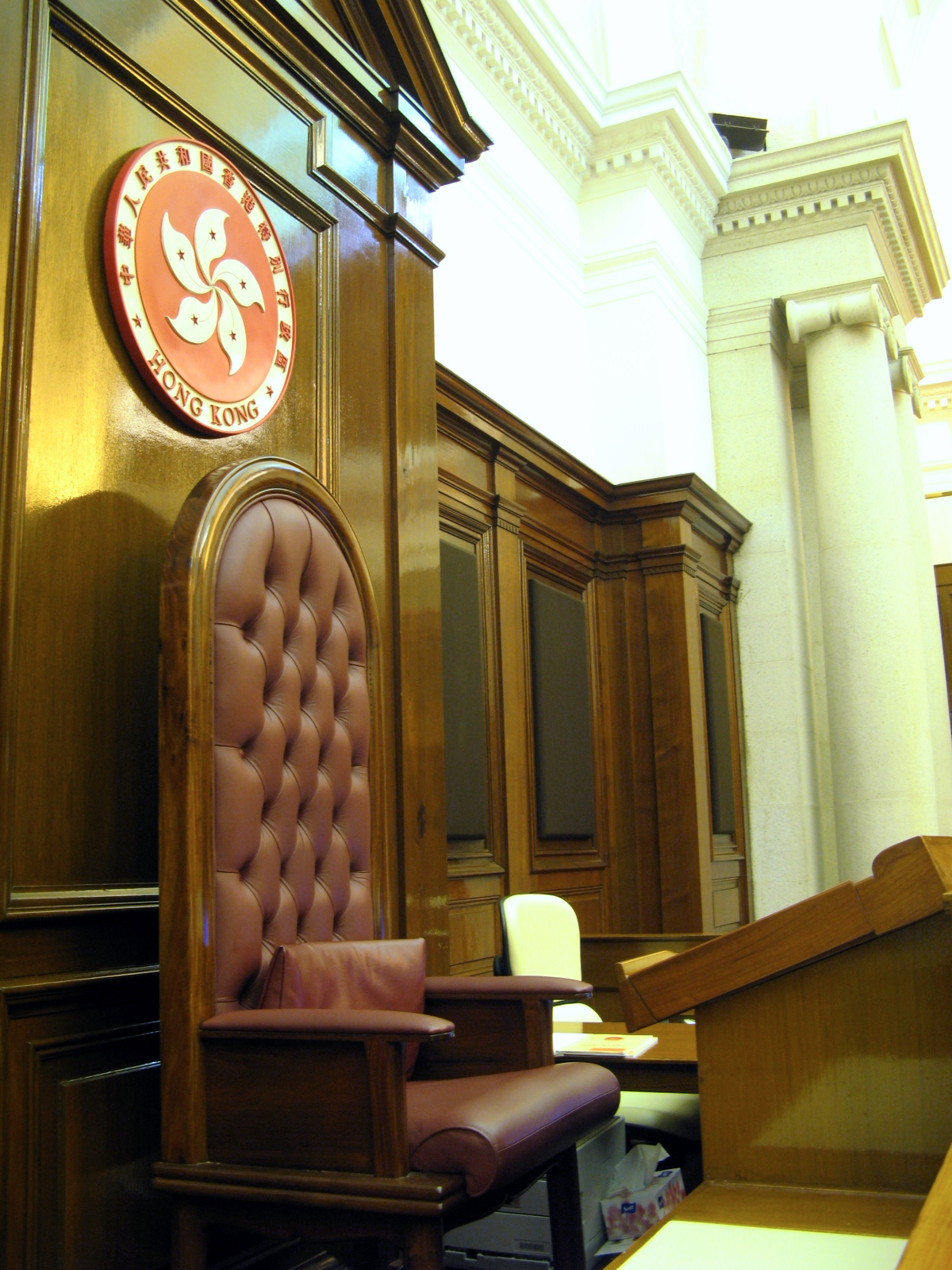
Bâtiment du Conseil législatif de Hong Kong Chambre, siège du président

Le président du Conseil législatif est la personne qui préside le Conseil législatif de la région administrative spéciale de Hong Kong.

## Histoire
Le conseil est créé en 1843 et sa présidence est assurée par le gouverneur de Hong Kong. De 1941 à 1944, le conseil est suspendu du fait de l’occupation du territoire par les troupes japonaises, pendant la seconde guerre sino-japonaise (1937-1945).
À partir de 1991, année des premières élections législatives au suffrage direct (en) d'une partie des députés, un vice-président est nommé par le gouverneur parmi les membres pour diriger les sessions. Le gouverneur demeure cependant président et membre du Conseil, mais s’absente volontairement de la majorité des sessions. En février 1993, la présidence est confiée à un membre élu parmi ses pairs, disposition qui est maintenue après la rétrocession à la Chine en 1997.

## Fonctions
Il préside les sessions du Conseil législatif et en dirige les débats. En cas d’absence, il est remplacé par le président du comité de la Chambre. Il préside également la commission du Conseil législatif, qui est l'organe administratif de celui-ci.
Sous la loi fondamentale (article 72), le président a le pouvoir et la fonction de présider les réunions, décider de l’agenda, y compris donner la priorité aux propositions du gouvernement pour inclusion dans celui-ci, décider de l’heure des réunions, convoquer des sessions spéciales durant les vacances parlementaires, convoquer les sessions d’urgence à la demande du chef de l’exécutif, et exercer les autres pouvoirs et fonctions décrites dans les règles procédurales du conseil législatif.

## Élection
Le président du Conseil législatif est élu par et au sein des membres du Conseil. Il doit répondre aux critères d’éligibilité définis dans la Loi fondamentale ; à savoir qu’il ou elle doit être un citoyen chinois âgé d’au moins 40 ans, résident permanent de Hong Kong de manière continue depuis au moins 20 ans et sans droit de résidence dans aucun autre pays.

## Liste des présidents
| 1993-1995   | Sir John Joseph Swaine |
| 1995-1997   | Andrew Wong Wang-fat   |
| 1997-2008   | Rita Fan Hsu Lai-tai   |
| 2008-2016   | Jasper Tsang Yok-sing  |
| Depuis 2016 | Andrew Leung Kwan-yuen |